# Черемха (гмина)
Черемха (пол. Czeremcha) — сельская гмина (волость) в Польше, входит как административная единица в Хайнувский повет, Подляское воеводство. Административный центр — деревня Черемха. Население — 3738 человек (на 2004 год).

## Демография
| Перепись                       | Всего   | Всего | Женщины | Женщины | Мужчины | Мужчины |
| ------------------------------ | ------- | ----- | ------- | ------- | ------- | ------- |
| Единицы                        | человек | %     | человек | %       | человек | %       |
| Население                      | 3738    | 100   | 1904    | 50,9    | 1834    | 49,1    |
| Плотность населения (чел./км²) | 38,6    | 38,6  | 19,7    | 19,7    | 19      | 19      |

## Поселения
1. Березыще
2. Бобрувка
3. Борки
4. Хлевище
5. Черемха
6. Черемха-Весь
7. Дерхавка
8. Гайки
9. Янцевиче
10. Коник
11. Кузава
12. Опака-Дужа
13. Опалёванка
14. Осып
15. Пищатка
16. Подорабе
17. Похулянка
18. Половце
19. Пожники
20. Репища
21. Селякевич
22. Ставище
23. Терехы
24. Туровщызна
25. Вулька-Тереховска
26. Зубаче

## Соседние гмины
1. Гмина Клещеле
2. Гмина Милейчице
3. Гмина Нужец-Стацья
4. Бялорусь